# وسام المدافع عن المملكة
الوسام الأكثر احترامًا للمدافع عن المملكة ( بالملايو: Darjah Yang Mulia Pangkuan Negara ) هو جائزة فيدرالية ماليزية تُمنح للخدمة الجليلة للبلاد. شعار المرسوم هو "Dipeliharakan Allah-Pangkuan Negara" (بفضل الله المدافع عن المملكة).
تم وضع المرسوم في 6 أغسطس 1958 وكان في البداية خمس مراتب عليا. تمت إضافة الميدالية في 19 أغسطس 1960.

## ترتيب الرتب
| نمط الشريط من الرتب | نمط الشريط من الرتب | نمط الشريط من الرتب |
| ------------------- | ------------------- | ------------------- |
| SMN                 | PMN                 | JMN                 |
| KMN                 | AMN                 | PPN                 |

الترتيب له ست مراتب:

### القائد الأعظم
الفئة الرئيسية: القادة الكبار في وسام المدافع عن المملكة
- وسام القائد الأعلى للمدافع عن المملكة (SMN)

تقتصر هذه المرتبة على 25 مستلمًا حيًا في أي وقت، باستثناء المواطنين الأجانب الذين يتم منحهم جوائز فخرية. حصل الحائز على هذه الجائزة على لقب تون وزوجته توه بوان .
يتألف الياقة من أزواج الولايات الماليزية بنجمة ذات أحد عشر رأسًا مصنوعة من الفضة المطلية بالذهب. الشريط من الحرير الأزرق الداكن وله خطوط صفراء على كلا الحافتين. لها بقعة بيضاء مركزية، مشحونة بشريط أحمر أصغر في منتصفها.

### قائد
الفئة الرئيسية: قادة وسام المدافع عن المملكة
- قائد وسام المدافع عن المملكة (PMN)

يقتصر على 75 مستلمًا على قيد الحياة في أي وقت، باستثناء المواطنين الأجانب الذين تم منحهم جوائز فخرية. يحصل الحاصل على هذه الجائزة على لقب Tan Sri وتحمل زوجة المستلم لقب Puan Sri .
النجمة مصنوعة من الفضة المطلية بالذهب وكذلك الشارة ولكنها أصغر حجمًا. يحتوي الشريط على خطوط بيضاء على الحواف وخطوط حمراء في المنتصف. الخطوط الحمراء تقع على الخطوط الصفراء. يتم ربط نهاية الشريط بشريط وتعليق الشارة من أسفل الشريط.

### رفيق
الفئة الرئيسية: رفقاء وسام المدافع عن المملكة
- رفيق وسام المدافع عن المملكة (JMN)

يقتصر عدد المستلمين الأحياء على 700 فقط في أي وقت، باستثناء المواطنين الأجانب الذين يحصلون عليها كجائزة فخرية. لا يحمل أي لقب.
إن شارة Johan Mangku Negara عبارة عن نجمة ذات 11 نقطة مصنوعة من الفضة المطلية بالذهب. كل نقطة بيضاء وبينها نجم وهلال. إنها مصنوعة من الفضة المطلية بالذهب. في وسط النجمة دائرة بيضاء مزينة بنقوش التاج الملكي الماليزي. يبلغ قطر الشارة 2 بوصة. يتم تعليقه من شريط له نفس لون شريط القائد الأعلى لأمر المدافع عن المملكة ولكن به خطوط أضيق. الشارة تلبس حول العنق. شارة المرأة لها شريط مربوط في قوس. الشارة معلقة من القوس ومثبتة على الصدر.

### ضابط
الفئة الرئيسية: ضباط وسام المدافع عن المملكة
- وسام ضابط المدافع عن المملكة (KMN)

لا يوجد حد لعدد الأشخاص الذين سيتم منحهم هذا الشرف. كما يمكن منحها للمواطنين الأجانب كجائزة فخرية. لا يحمل أي لقب.
تتشابه شارة Kesatria Mangku Negara في الشكل مع شارة Johan Mangku Negara. يبلغ قطرها 2 بوصة. الشارة معلقة من ضلع قياسه 1½ بوصة. الشريط من نفس لون شريط Johan Setia Negara. يوجد كريس على الشريط منتصباً وشفرته متجهة لأسفل. الكريس محاط بدائرة. الشارة مثبتة على الصندوق. بالنسبة للنساء، يتم ربط الشريط في قوس وتعلق الشارة من أسفل عقدة القوس. يتم تثبيت الكريس في الدائرة على قوس الشريط.

### عضو
الفئة الرئيسية: أعضاء وسام المدافع عن المملكة
- عضو وسام المدافع عن المملكة (AMN)

لا يوجد حد للرقم الذي سيتم منحه هذا الشرف. كما يمكن منحها للمواطنين الأجانب كجائزة فخرية.
تصميم الشارة هو نفس تصميم Darjah Kesatria Mangku Negara لكن الكريس يقع في المركز. يبلغ قطر الشارة 1¾ بوصة. يتم تثبيته على الصندوق. إنه معلق من ضلع من نفس لون Kesatria Mangku Negara. بالنسبة للنساء، يتم ربط الضلع في قوس وتعلق الشارة من أسفل مركز القوس.

### ميدالية
الفئة الرئيسية: الحاصلون على ميداليات وسام المدافع عن المملكة
عرض أمامي ميدالية PPN
المنظر الخلفي ميدالية PPN
- وسام وسام المدافع عن المملكة (PPN)

لا يوجد حد للعدد الذي سيتم تكريمه بهذه الجائزة. كما يمكن منحها للمواطنين الأجانب كجائزة فخرية. لا يحمل أي لقب.
ميدالية Pangkuan Negara مستديرة ومصنوعة من الفضة. على السطح يوجد نحت للتاج الملكي الماليزي. يعلو التاج شعار DIPELIHARAKAN ALLAH . الحروف الهجائية مكتوبة بالرومانية والجاوية. يوجد نقش آخر تحت التاج الملكي الماليزي، بانجكوان نيجارا ، أيضًا بالأبجدية الرومانية والجاوية. يوجد في الجزء الخلفي من الشارة الشعار الفيدرالي مع نقش JASA CEMERLANG بالرومانية والجاوي . تتدلى الشارة من شريط له نفس الشكل واللون لشريط Ahli Mangku Negara ويبلغ عرضه حوالي 1 بوصة.

## المستلمون

### القادة الكبار
يتلقى القائد الكبير لقب تون وزوجته توه بوان .
- 1958: تونكو كورشيا
- 1958: تونكو إسماعيل
- 1958: تونكو مناور
- 1958: تنكو يحيى البتراء
- 1958: ليونغ يو كوه
- 1958: الملك عودة
- 1958: تان تشينج لوك
- 1959: Abdul Razak Hussein
- 1959: هنري لي هاو شيك
- 1959: تنكو بدرية
- 1961: عبد الملك يوسف
- 1963: يوسف إسحاق، يانغ دي بيرتوان نيجارا من سنغافورة (لاحقًا رئيس جمهورية سنغافورة)
- 1964: ريد أوبنج
- 1964: مصطفى هارون
- 1967: بنغيران أحمد رفاعي
- 1968: سيد شيه شهاب الدين
- 1970: سيد شيح بركة
- 1970: توانكو بوجانغ
- 1970: الشريفة روضة بركة
- 1972: عبد العزيز عبد المجيد
- 1975: فؤاد اسطفنس
- 1976: ساردون جبير
- 1976: سيد زاهر الدين
- 1977: Mohd Hamdan Abdullah
- 1978: الاخ محمد صلاح الدين
- 1978: احمد كوروه
- 1979: محمد عدنان روبير
- 1981: Hussein Onn, 3rd Prime Minister of Malaysia
- 1982: Abdul Rahman Ya'kub
- 1982: اوانج حسن
- 1987: سلطان إبراهيم إسماعيل سلطان جوهر
- 1989: احمد زيدي ادروس
- 1989: Hamdan Sheikh Tahir
- 1989: محمد سعيد كرواك
- 1989: سيد احمد شهاب الدين
- 1996: سكرتيرة داندي
- 2003: أحمد شاه عبد الله
- 2003: مهاتير محمد، رئيس وزراء ماليزيا الرابع والسابع
- 2004: محمد خليل يعقوب، يانغ دي بيرتوا نيغيري من ملقا
- 2009: عبد الله أحمد بدوي رئيس وزراء ماليزيا الخامس
- 2011: جوهر ماهر الدين، يانغ دي بيرتوا نيجري من صباح
- 2014: عبد الطيب محمود، يانغ دي بيرتوا نيغيري من ساراواك
- 2020: محمد علي رستم، يانغ دي بيرتوا نيغيري من ملقا
- 2021: أحمد فوزي عبد الرزاق، يانغ دي بيرتوا نيغيري من بينانغ

### القادة (PMN) [ عدل ]
يتلقى القائد اللقب تان سري وزوجته بوان سري .
- 1958: عبد العزيز عبد المجيد
- 1958: عبد الوهاب توه مودا عبد العزيز
- 1958: أحمد بيرانج
- 1958: Fatimah Hashim
- 1958: ج. شيلي
- 1958: غون لاي تيك
- 1958: Mohamad Seth Mohamed Sa'aid
- 1958: Nik Ahmad Kamil
- 1958: S. Chelvasingam MacIntyre
- 1958: سيد عمر شهاب الدين
- 1958: تونكو إسماعيل تونكو يحيى
- 1958: تونكو يعقوب
- 1958: وونغ بو ني
- 1959: إسماعيل عبد الرحمن
- 1959: اونج يوك لين
- 1959: Suleiman Abdul Rahman
- 1959: فاتو سامبانثان
- 1961: الشيخ احمد محمد هاشم
- 1961: لي تيانج ينج
- 1961: لوك وان ثو
- 1961: Mohamed Din Ahmad
- 1961: نيك مصطفى فاضل
- 1961: ساردون جبير
- 1961: تينغكو إندرا بوترا
- 1962: عبد الجميل عبد الريس
- 1962: احمد حسين
- 1962: حسن يونس
- 1962: سيد شيه شهاب الدين
- 1962: زين العابدين احمد
- 1963: Mohamed Noah Omar
- 1963: Mohamed Salleh Ismael
- 1964: Ismail Mohd Ali
- 1964: جوغاه بارينج
- 1964: لي كونغ تشيان
- 1964: عثمان الخامس
- 1964: سيد جعفر البر
- 1964: سيد شيح بركة
- 1964: Mohammad Tahir Tan Tong Hye
- 1965: إبراهيم فكري محمد
- 1965: غزالي شافعي
- 1965: رونمي شو
- 1965: طيب عندك
- 1965: تاي تيك إنج
- 1965: تونكو محمد تونكو بيسار برهان الدين
- 1965: وي تشونغ جين
- 1966: عبد القادر يوسف
- 1966: محمد شريف عبد الصمد
- 1966: المنشار سينج كيو
- 1967: Mohamed Azmi Mohamed
- 1967: Mohamed Said Mohamed
- 1968: Abdul Hamid Khan
- 1968: ليم سوي أون
- 1970: Ibrahim Ismail
- 1970: خاو كاي بوه
- 1970: Mohamed Ghazali Jawi
- 1970: ف. مانيكافاساغام
- 1971: محمد سعيد كرواك
- 1971: سيد ناصر إسماعيل
- 1972: عبد القادر شمس الدين
- 1972: Chik Mohamad Yusuf
- 1972: اونج هوك ثي
- 1972: لي سيوك يو
- 1974: عبد الرحمن هاشم
- 1974: لي هون هو
- 1975: اونج كي هوي
- 1975: عثمان سات
- 1975: ساروان سينغ جيل
- 1976: Mohammed Hanif Omar
- 1977: Abdul Rahman Ya'kub
- 1977: عبد الله محمد صالح
- 1977: الملك موهار
- 1978: محمد ساني عبد الغفار
- 1979: الإخوان الحمر
- 1979: Abdullah Ayub
- 1979: رجاء ازلان شاه
- 1981: عبد الصمد ادريس
- 1981: هاشم أمان
- 1981: محمد غزالي محمد سيث
- 1983: حمزة أبو سماح
- 1983: Mohamed Salleh Abas
- 1984: Ismail Khan
- 1984: Mohamed Zahir Ismail
- 1984: محمد سنوح مرسو
- 1985: عائشة غني
- 1985: صالح الدين محمد
- 1986: عبد الحميد عمر
- 1986: Khir Johari
- 1987: محمد غزالي تشي مات
- 1988: Hashim Mohd Ali
- 1988: سينو عبد الرحمن
- 1989: الأخ احمد عراي
- 1989: تشان سيانج صن
- 1990: احمد سرجي عبد الحميد
- 1990: باهامان سامسودين
- 1990: هاشم يوب عبد الله ساني
- 1990: لي سان تشون
- 1991: تنكو احمد رثا الدين
- 1992: أبو طالب عثمان
- 1992: يونغ أسري
- 1992: محمد جموري سرجان
- 1992: يعقوب مات زين
- 1993: عبد الرحمن عبد الحميد
- 1994: برهان أحمد
- 1994: جون شيت توان
- 1994: موسى الأسود
- 1994: سليمان نينام شاه
- 1995: عبد الرحيم محمد نور
- 1995: Ismail Omar
- 1997: Abdul Halim Ali
- 1999: لمين محمد يونس
- 1999: مهتار عبد الله
- 2001: محمد زاهيدي زين الدين
- 2001: نوريان ماي
- 2001: Samsudin Osman
- 2004: محمد بكري عمر
- 2005: عبد الجاني باتيل
- 2005: محمد أنور محمد نور
- 2007: عبد العزيز زينل
- 2007: محمد صديق حسن
- 2007: موسى حسن
- 2008: رفيدة عزيز
- 2009: علاء الدين محمد شريف
- 2009: أونج كا تينج
- 2009: سيد حامد البر
- 2010: عزيزان عارفين
- 2010: Ismail Adam
- 2010: جوزيف برين كيتينغان
- 2011: Ismail Omar
- 2011: هاريس صالح
- 2012: إم دي روس شريف
- 2012: ذو الكفل محمد زين
- 2013: Ali Hamsa
- 2013: دقيقة واحدة إك
- 2013: جناح ليم كوك
- 2014: Khalid Abu Bakar
- 2016: Mohamed Apandi Ali
- 2017: محمد فوزي هارون
- 2017: رجاء محمد أفندي
- 2017: ذو الكفل أحمد مكين الدين
- 2019: Tengku Maimun Tuan Mat
- 2019: Ismail Bakar
- 2019: ذو الكفل زين العابدين
- 2020: محمد زوكي علي
- 2020: ادروس هارون
- 2020: أفندي بوانج
- 2020: عبد الحميد بدور
- 2021: أبانج عبد الرحمن جوهاري أبانج أوبنج
- 2021: أكريل ساني عبد الله ساني

## المستلمون الفخريون
الفئة الرئيسية: القادة الفخريون لأمر المدافع عن المملكة

### القادة الفخريون الكبار
كما يتلقى القائد الفخري الكبير لقب تون وزوجته توه بوان.
- 1958: ليم يو هوك، رئيس وزراء سنغافورة
- 1959: دجواندا كارتاويدجاجا، رئيس وزراء إندونيسيا
- 1960: جيرالد تمبلر، المفوض السامي البريطاني في مالايا
- 1962: ثانات خومان وزيرة خارجية تايلاند
- 1962: ثانوم كيتيكاتشورن، رئيس وزراء تايلاند
- 1963: نورودوم مونينيث، ملكة كمبوديا
- 1964: ضاني نيفات، عضو في العائلة الملكية التايلاندية
- 1964: هاياتو إيكيدا رئيس وزراء اليابان
- 1964: ماسايوشي أوهيرا وزير خارجية اليابان
- 1964: نورودوم كانتول رئيس وزراء كمبوديا
- 1964: براباس شاروساثين، القائد العام للجيش الملكي التايلاندي
- 1964: وان واثاياكون، عضو العائلة الملكية التايلاندية
- 1965 عبد الحكيم عامر نائبا لرئيس جمهورية مصر العربية
- 1965: علي صبري نائب رئيس جمهورية مصر العربية
- 1965: أنور السادات نائبا لرئيس جمهورية مصر العربية
- 1965: زين الشرف طلال ملكة الأردن
- 1965: فريال زوجة محمد بن طلال
- 1965: حسن بن طلال ولي عهد الأردن
- 1965: حسن إبراهيم نائب رئيس جمهورية مصر العربية
- 1965: حسين الشافعي نائب رئيس جمهورية مصر العربية
- 1965: تشونج ايل كوون رئيس وزراء كوريا الجنوبية
- 1965: محمد بن طلال من العائلة المالكة الأردنية
- 1965: منى الحسين زوجة الأردن
- 1965: نجوين كاو كي، رئيس وزراء فيتنام
- 1965: حسين بن ناصر رئيس وزراء الأردن
- 1965: وصفي التل رئيس وزراء الأردن
- 1965: زكريا محيي الدين نائب رئيس جمهورية مصر العربية
- 1966: تشانغ كاي يونغ
- 1966: جيمس بيفريدج طومسون، رئيس اللورد للمحكمة الفيدرالية في ماليزيا
- 1967: ألبرت الثاني، أحد أفراد العائلة المالكة البلجيكية
- 1967: إيساكو ساتو، رئيس وزراء اليابان
- 1970: آدم مالك وزير خارجية إندونيسيا
- 1970: نواف بن عبد العزيز آل سعود عضو آل سعود
- 1971: سوفانا فوما، رئيسة وزراء لاوس
- 1975: Kukrit Ferries رئيس وزراء تايلاند
- 1979: كريانجساك شامانان، رئيس وزراء تايلاند
- 1982: فهد بن عبد العزيز آل سعود ولي عهد المملكة العربية السعودية
- 1984: إيلينا تشاوتشيسكو، سيدة رومانيا الأولى
- 1984: بريم تينسولانوندا، رئيس وزراء تايلاند
- 1989: جفري بلقيه، من العائلة المالكة في بروني
- 2000: ماها فاجيرالونجكورن ولي عهد تايلاند
- 2000: سلطان بن عبد العزيز آل سعود عضو آل سعود
- 2001: Khalifa bin Salman Al Khalifa, Prime Minister of Bahrain
- 2003: Abdullah bin Abdulaziz Al Saud, Crown Prince of Saudi Arabia
- 2003: مارسيلو بيرا، رئيس مجلس الشيوخ الإيطالي
- 2003: بيير فرديناندو كاسيني، رئيس مجلس النواب الإيطالي
- 2005: فيكتوريا، أميرة السويد
- 2010: موزة بنت ناصر حرم أمير قطر
- 2011: محمد بن زايد آل نهيان ولي عهد أبوظبي
- 2012: ناروهيتو ولي عهد اليابان
- 2012: ماساكو، ولي العهد الياباني

### القادة الفخريون
الفئة الرئيسية: القادة الفخريون لوسام المدافع عن المملكة
كما حصل القائد الفخري على لقب تان سري وزوجته بوان سري.
- 1958: إيه إتش بي همفري
- 1958: عبد الحميد جمعة
- 1958: ديفيد واثرستون
- 1958: إف إتش بروك
- 1958: جيمس بيفريدج طومسون
- 1958: جيمس كاسيلز
- 1958: أو أيه سبنسر
- 1958: تي في ايه برودي
- 1959: WLR كاربونيل
- 1959: اللورد اغمور
- 1959: بريجونو
- 1961: كلود فينر
- 1961: دوجلاس وارنج
- 1961: ها كامبل
- 1961: جون هاي
- 1961: رودني مور
- 1961: دبليو دبليو ويلكوك
- 1962: الكسندر اوبنهايم
- 1962: ال سي هوفمان
- 1962: لوانغ سورانارونج
- 1962: ستانلي إدوارد جيوكس
- 1962: سيد عيسى المنور
- 1963: جيوفروي توري
- 1963: جورج إل بي ويفر
- 1963: جون جالفين
- 1963: تشارلز بينيت
- 1963: سم شيريدان
- 1963: نجو هو
- 1963: سامديش بن نوث
- 1963: سون سان
- 1964: داوي شولاسابيا
- 1964: كاليا اسراءنة
- 1964: ملاخيول بيكدية
- 1964: ناي فاروت جاياناما
- 1964: Presert Rujirawongse
- 1964: سواينج سينانارونج
- 1964: ناي ثيتينانت نا رانونج
- 1965: Abdel-Aziz El-Sayed
- 1965: Abdel-Maguid Farid
- 1965: Abdel-Monein Hassan Tawfik
- 1965: Abdul Wahab Al-Majali
- 1965: Ahmad Abdu El-Sharabassi
- 1965: Akef Al-Fayez
- 1965: Daoud Abu Ghazaleh
- 1965: دوجان هنداوي
- 1965: El-Sayed Mohamed Youssef
- 1965: Habis Al-Majali
- 1965: Hazem Nuseibeh
- 1965: Mahmoud Fawzi
- 1965: Mahmoud Riad
- 1965: Mohamed Abdel Khalek Hassouna
- 1965: Mohamed Rashad Hassan
- 1965: نجو ترونج آنه
- 1965: نجوين تشان ثي
- 1965: Nour-Eddine Tarraf
- 1965: Ra'ad bin Zeid
- 1965: اس اف اوينز
- 1965: Saad Jumaa
- 1965: سعيد المفتي
- 1965: Salah El-Shahed
- 1965: شوكت ساتي
- 1965: فاريل بيج
- 1965: دبليو تي فيليبس
- 1965: والتر كوليير والكر
- 1966: تران كيم فونج
- 1967: جون جراندي
- 1968: فيليب إرنست هوسدن بايك
- 1971: ناي بوانج سوانراث
- 1972: جون باينز جونستون
- 1972: سوراكيج مايالارب
- 1977: سوميترو دجوجوهاديكوسومو
- 1979: تشاروين بونغبانيش
- 1979: إيكيتشي هارا
- 1979: كونوسوكي ماتسوشيتا
- 1979: Mohammad Jusuf
- 1979: بريم تينسولانوندا
- 1979: Sheikh Hassan Abdullah Al-Shaikh
- 1979: يودهيسثيرا سفاستي
- 1981: Mohamed Al-Hamad Al-Subaili
- 1982: Abdul Muhsin bin Abdulaziz Al Saud
- 1982: Alsayed Ahmed Abdul Wahab
- 1982: Badr bin Abdulaziz Al Saud
- 1982: Salman bin Abdulaziz Al Saud
- 1982: Saud bin Faisal bin Abdulaziz Al Saud
- 1982: Sultan bin Abdulaziz Al Saud
- 1983: ليوناردوس بنيامين مورداني
- 1983: سيدي سافيتسيلا
- 1983: تاكيو أريتا
- 1984: أرثيت كاملانج إيك
- 1984: بونيمان
- 1986: يورجن وارنك
- 1988: شافاليت يونغتشايوده
- 1988: جرب Sutrisno
- 1989: إتيان ف.جليتشيتش
- 1989: بن جيران بن بعاصث بنغيران أبونج
- 1991: تاداشي كوراناري
- 1993: باو ساراسين
- 1994: دومينغو كافالو
- 1994: ماسامي إيشي
- 1999: ويرانتو
- 2000: داتوك إن سيفا سوبرامانيام
- 2007: Ahmed Mohammed Ali Al-Madani
- 2010: يوهي ساساكاوا